# Gustaaf De Smet

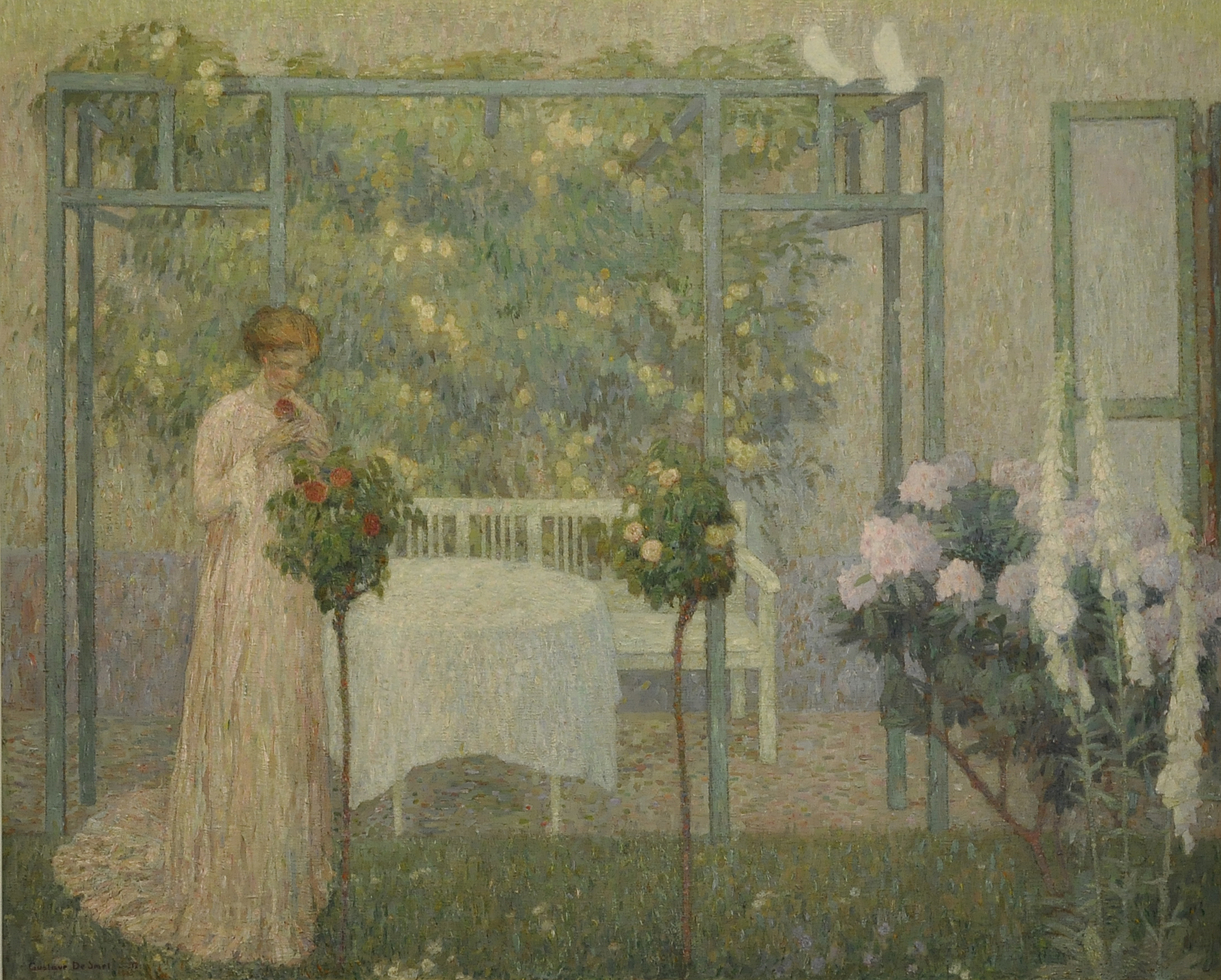
Vrouw bij rozelaar, 1912, Museum Gevaert-Minne, Sint-Martens-Latem

Gustave Franciscus (Gustaaf) De Smet (Gent, 21 januari 1877 – Deurle, 8 oktober 1943) was een Vlaams kunstschilder. Samen met Constant Permeke en Frits Van den Berghe behoort hij tot de grote drie van het Vlaamse expressionisme. Hij signeerde zijn werken vaak met "Gust. De Smet".
Zij vormden, voor en na de Eerste Wereldoorlog, de tweede kunstenaarsgroep van de Latemse Scholen, aan de Leie te Sint-Martens-Latem. In deze groep was Gustave De Smet wel de kunstenaar die het langst onder kubistische invloed werkte. Hij werd de schilder van het Vlaamse vrolijke leven, in sereen sterke composities.

## Levensloop
De Smet werd geboren als zoon van de huisschilder-decorateur en fotograaf Jules De Smet. Gustave had een vier jaar jongere broer, de impressionistische schilder Léon De Smet. Beiden volgden de Gentse Academie. Terwijl Gustave het onderwijs eerder onregelmatig volgde, was Léon een voorbeeldig student.
De Smet trouwde in 1898 met Gusta Van Hoorebeke en bleef in Gent wonen. Eerst in 1908 volgde hij zijn broer Léon naar Sint-Martens-Latem. Daar ging hun aandacht vooral uit naar het impressionistische luminisme van Emile Claus, die in het nabijgelegen Astene verbleef, in zijn villa Zonneschijn. 
Toen de Eerste Wereldoorlog uitbrak, week Gustave, net als vele andere kunstenaars, met zijn gezin en zijn vriend Frits Van den Berghe uit naar Nederland. Van 1914 tot 1922 verbleven zij in Amsterdam, Hilversum, Laren en in Blaricum. In Nederland leerde hij zowel het Duitse als het Hollandse expressionisme kennen, waarbij de Franse schilder Henri Le Fauconnier een voortrekkersrol speelde. Dit betekende het grote keerpunt in zijn kunst.
Zijn enig kind, Firmin De Smet, overleed in 1918 toen hij twintig was. Hij was een van de 41 slachtoffers van de beruchte treinramp bij Weesp.
In 1922 keerde hij naar België terug, om samen met Frits Van den Berghe bij Permeke in te trekken, te Oostende. Toen had hij toch al de Sélection-beweging op gang gebracht, met de Brusselse kunstkenners André de Ridder en Paul-Gustave van Hecke. Na enige maanden trok hij weer naar zijn Leiestreek en in 1923 ging hij in Bachte-Maria-Leerne wonen en daarna in Afsnee, om zich ten slotte in 1927 in Deurle te vestigen.
In 1923 verscheen de eerste monografie over Gust De Smet, een uitgave van Klinkhardt & Biermann in Leipzig in de reeks Junge Kunst, als Band 38 met een dertigtal afbeeldingen.

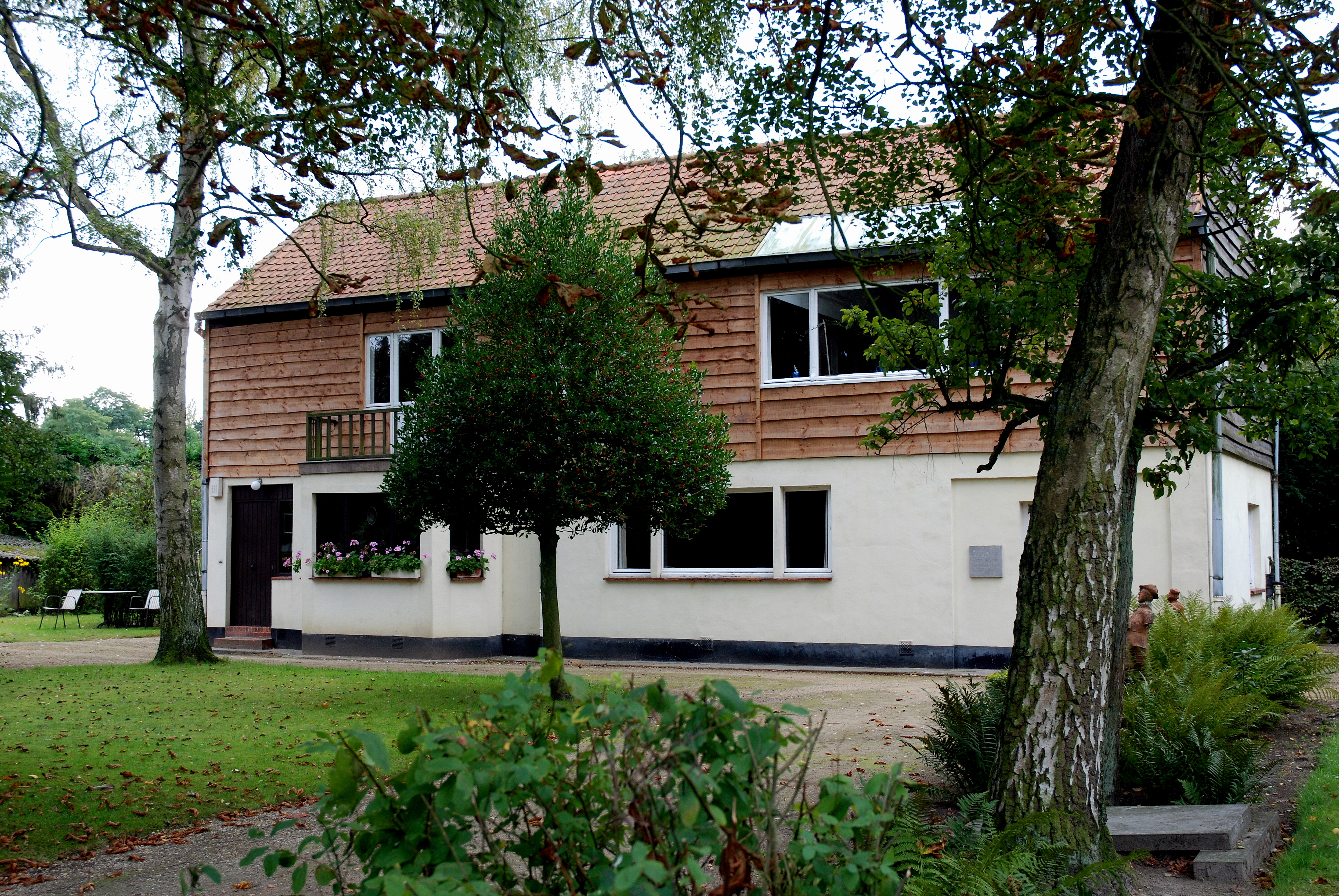
Voormalig huis van de kunstenaar in Deurle, nu zijn museum

De Smets expressionisme, met de eigen kubistische inslag, had op dat moment een hoogtepunt bereikt, met zijn circus- en kermistaferelen, zijn accordeonspelers en zijn evocaties van dorp en huis, doordrenkt van zijn specifiek coloriet. Op dat ogenblik stond zijn expressieve kracht mijlenver van de visie van zijn broer Léon.
De Smet overleed op 66-jarige leeftijd te Deurle aan tuberculose. In reactie op De Smets dood zei Constant Permeke: "Hij was nooit klein." De Smets woonhuis wordt bewaard als lokaal museum, het Museum Gust De Smet, dat een duidelijk beeld geeft van de leefomgeving en het atelier. Om de tand des tijds een beetje bij te vijlen heeft de gemeente geopteerd om het museum te restaureren onder leiding van architect Maarten Dobbelaere. De restauratie heeft plaatsgevonden in 2015 en 2016 en het museum is opnieuw geopend op 15 oktober 2016. De Smets weduwe had in een legaat vastgelegd dat het huis intact aan het publiek getoond moest worden. Het bevat de ingerichte huiskamer, het atelier en de slaapkamer op de eerste verdieping, zodat het leven van Gust en Gusta De Smet getoond wordt.

## De Smets credo
In dit credo schetst de kunstenaar in eigen bewoordingen zijn stijlontwikkeling van het impressionisme tot het expressionisme en de invloed van het futurisme.
Nadat ik mij in verschillende richtingen bewogen had, om tenslotte bij het impressionisme te belanden, besefte ik duidelijk, hoe ontoereikend de uitdrukkingsmiddelen van die stijl waren en ik zocht rusteloos verder. 

Deze onrust werd nog versterkt door de eerste manifesten en theorieën van Marinetti; tot wanneer plotseling, in Nederland, de ontmoeting met het werk van enkele modernen, mij de openbaring bracht, dat de visuele nabootsing der natuur de zuivere expressie geweldig in de weg staat.

Sindsdien heb ik getracht alles in mij af te breken en alles herop te bouwen. Ik arbeidde door met de wens mij stap voor stap te ontdoen van alle cliché's en van alle goedkope kunstgrepen. 

Voortaan wil ik mij inspannen het innerlijke leven te vertolken, met de grootst mogelijke eenvoud, expressief door de vorm en door de kleur.

## Musea

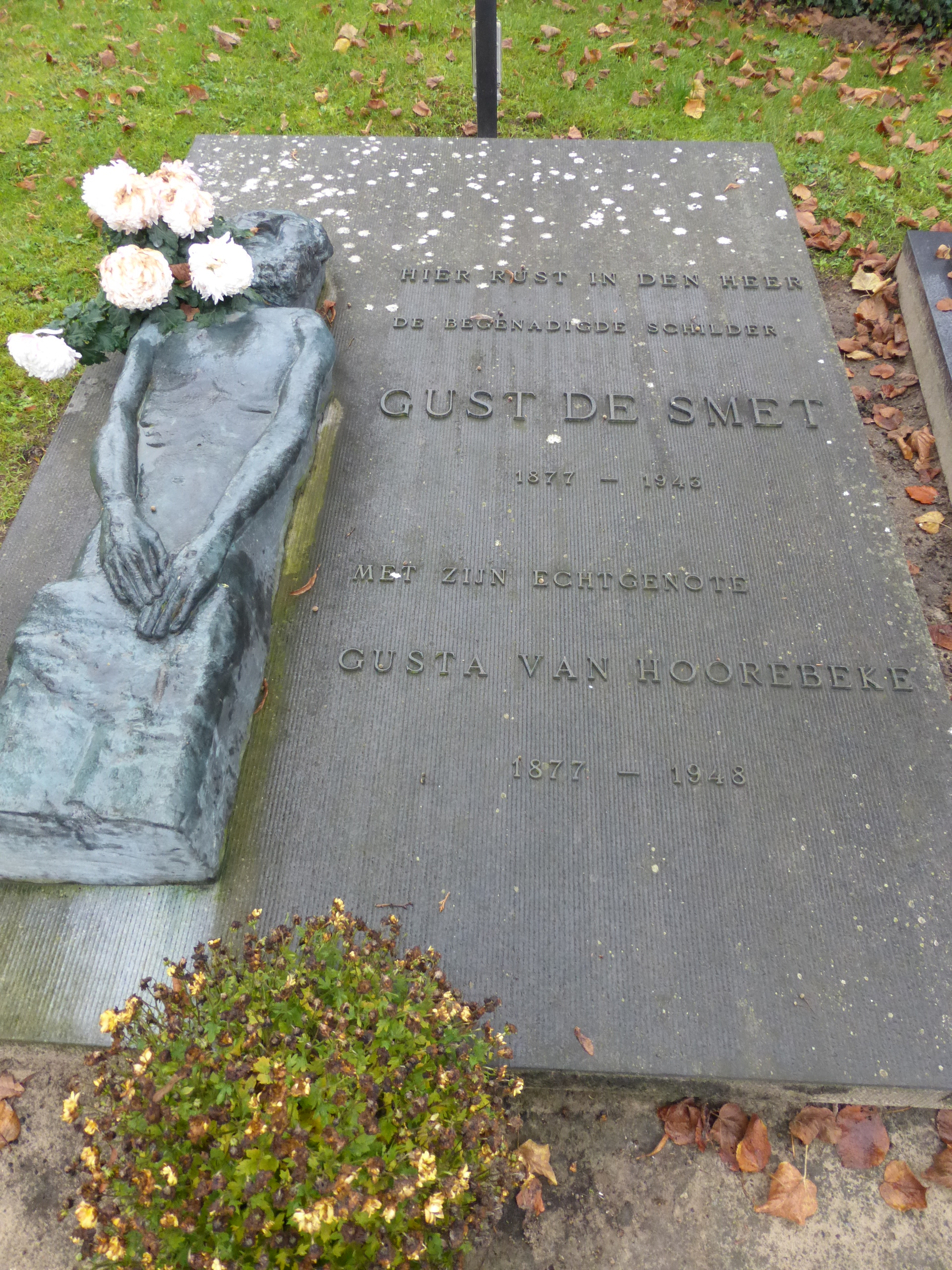
Graf van Gustave De Smet (Deurle)

- Antwerpen, Koninklijk Museum voor Schone Kunsten
- Brussel, Museum van Elsene
- Brussel, Koninklijke Musea voor Schone Kunsten van België
- Brussel, Museum David en Alice van Buuren
- Den Haag, Kunstmuseum
- Deurle, Museum Gust De Smet
- Deurle, Museum Dhondt-Dhaenens
- Deinze, Museum van Deinze en de Leiestreek
- Sint-Martens-Latem, Museum Gevaert-Minne
- Eindhoven, Stedelijk Van Abbemuseum
- Gent, Museum voor Schone Kunsten (MSK)
- Oostende, Mu.ZEE (voorheen PMMK en Museum voor Schone Kunsten)
- Venlo, Museum van Bommel van Dam
- Verzameling van de Belgische Staat
- Zwolle, Museum De Fundatie

## Galerij

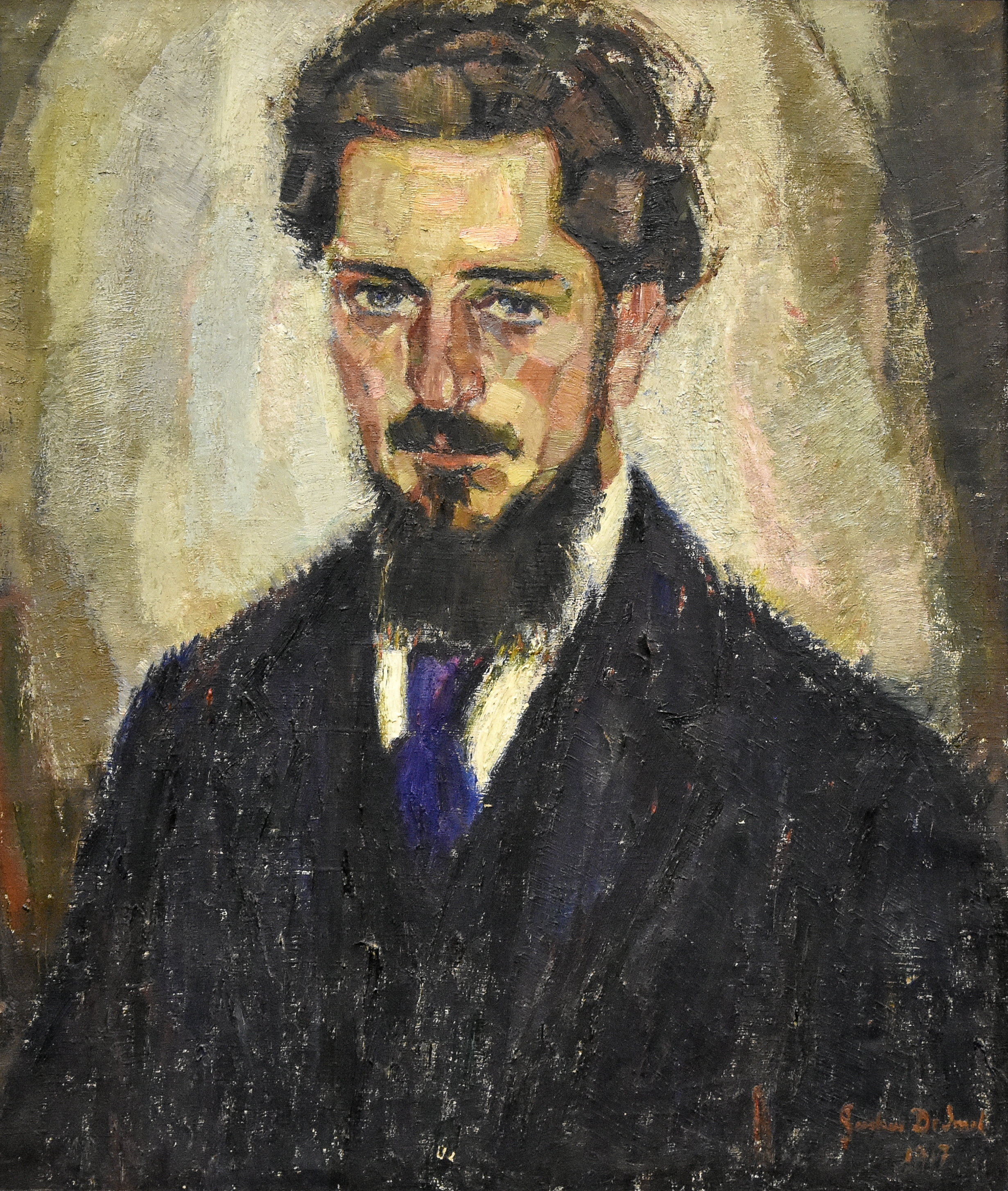
Portret van Leo Van Puyvelde, 1917, MSK, Gent
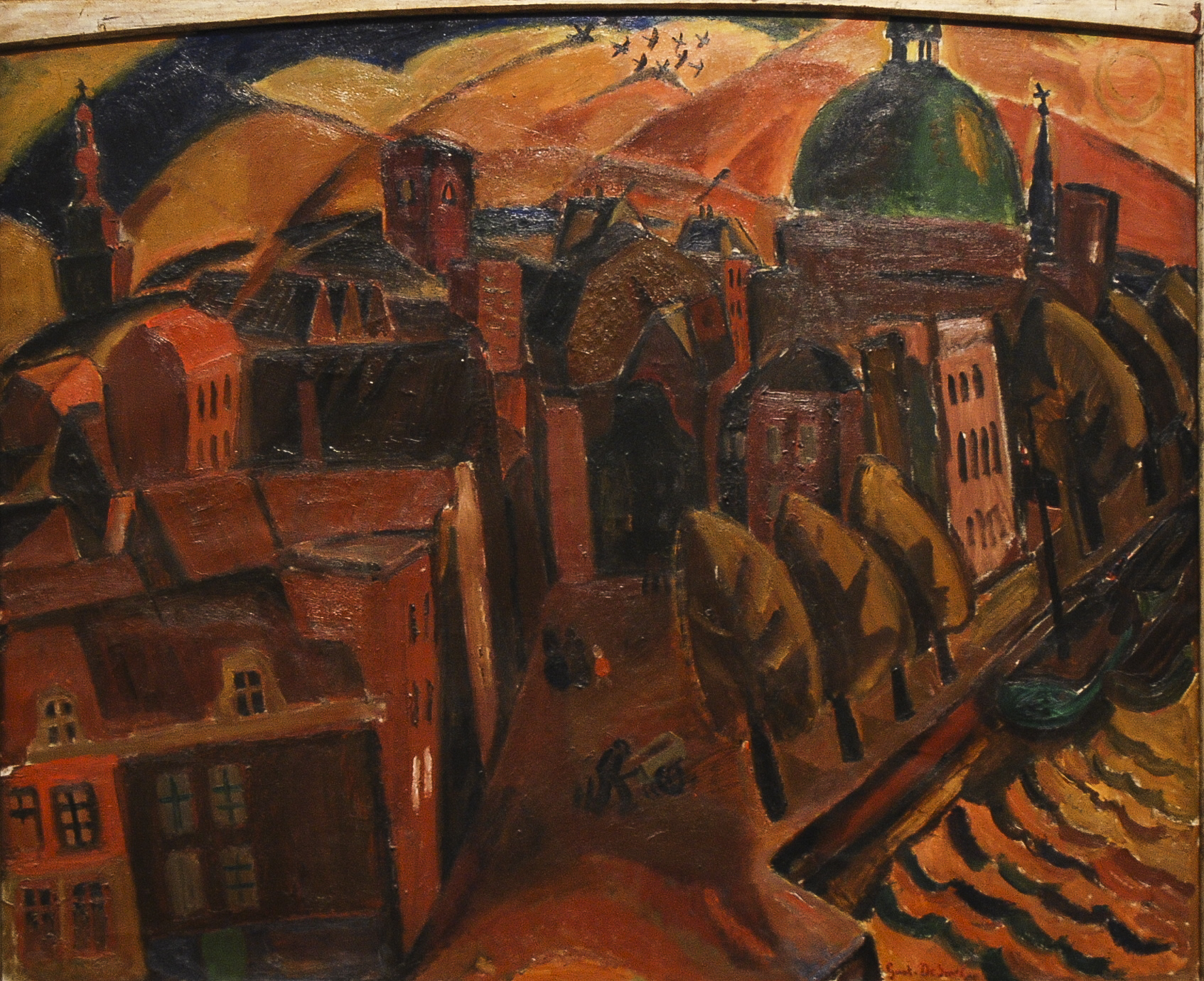
De groene Koepelkerk van Amsterdam, 1919, MSK, Gent
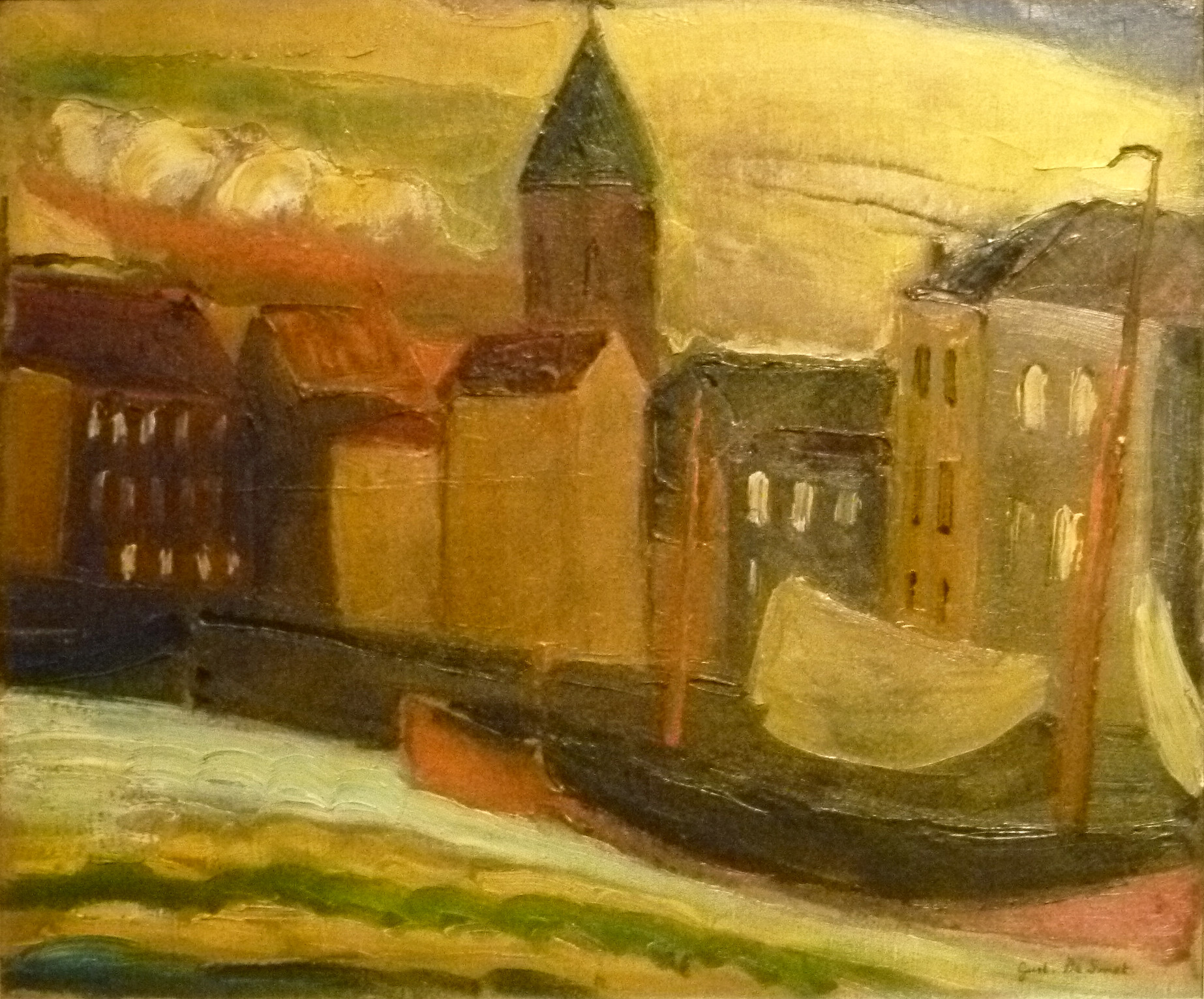
De haven van Oostende, ca. 1922
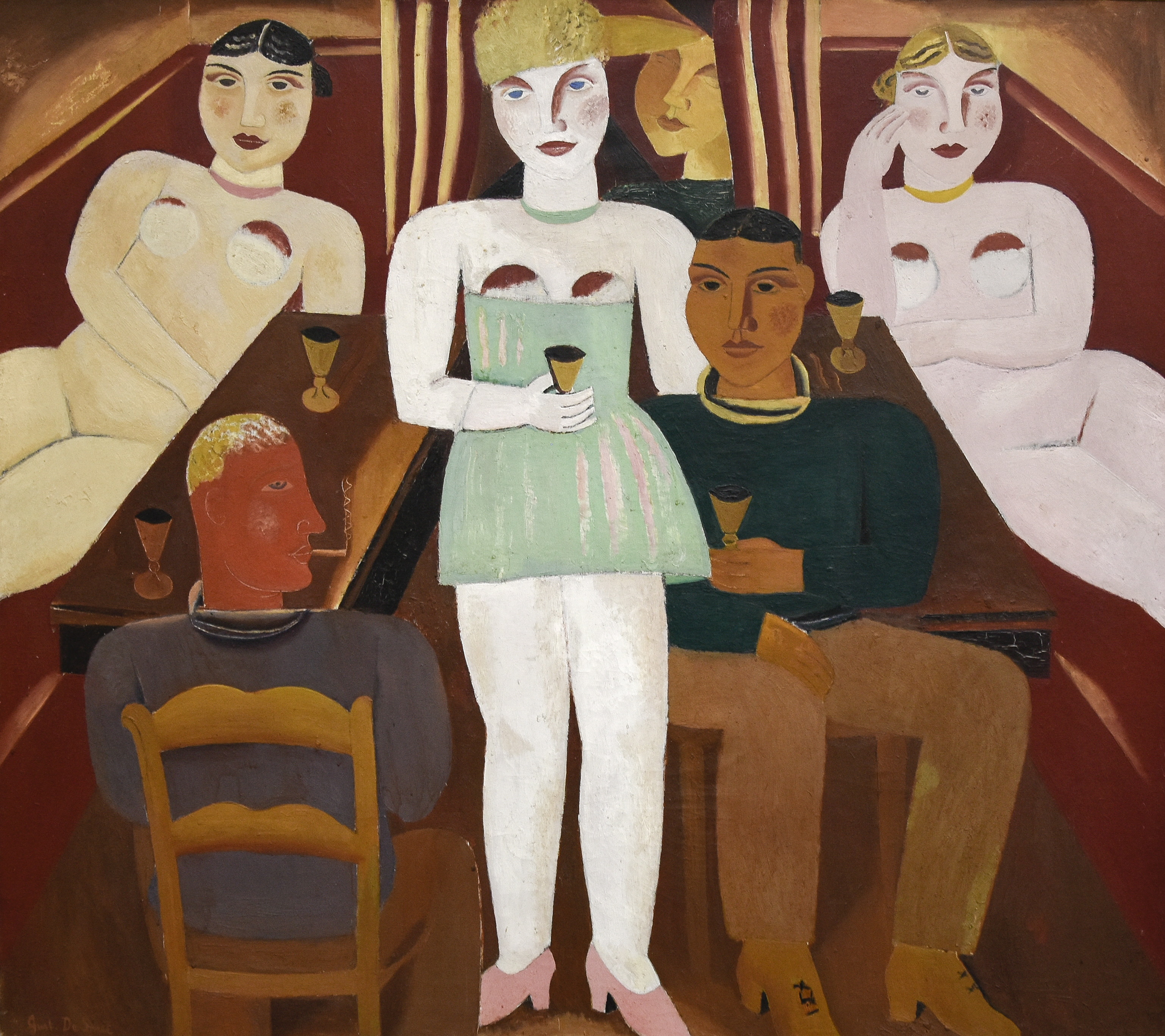
Het goede huis, 1926, MSK, Gent
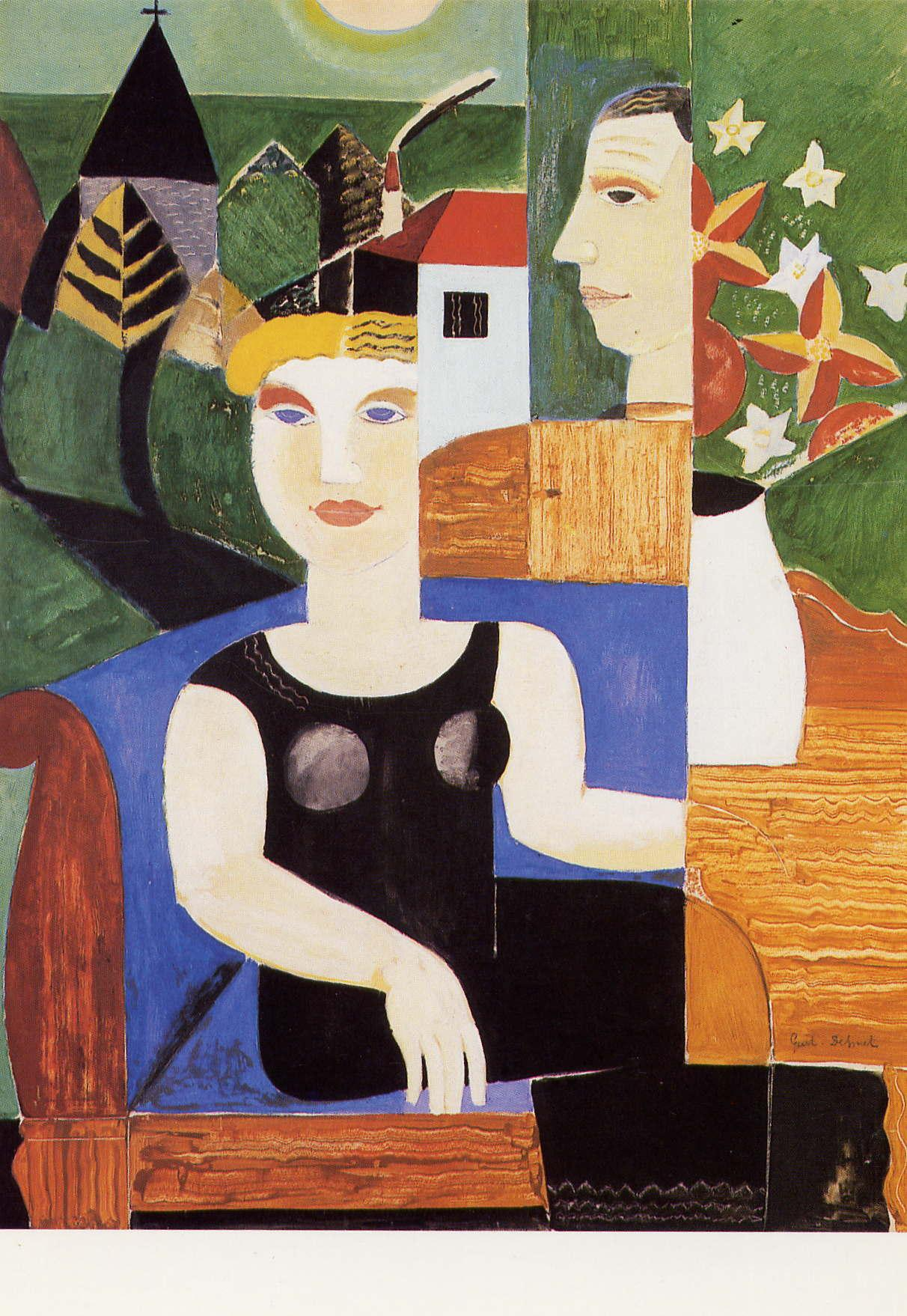
De kunstenaar en zijn vrouw, 1927, MSK, Gent
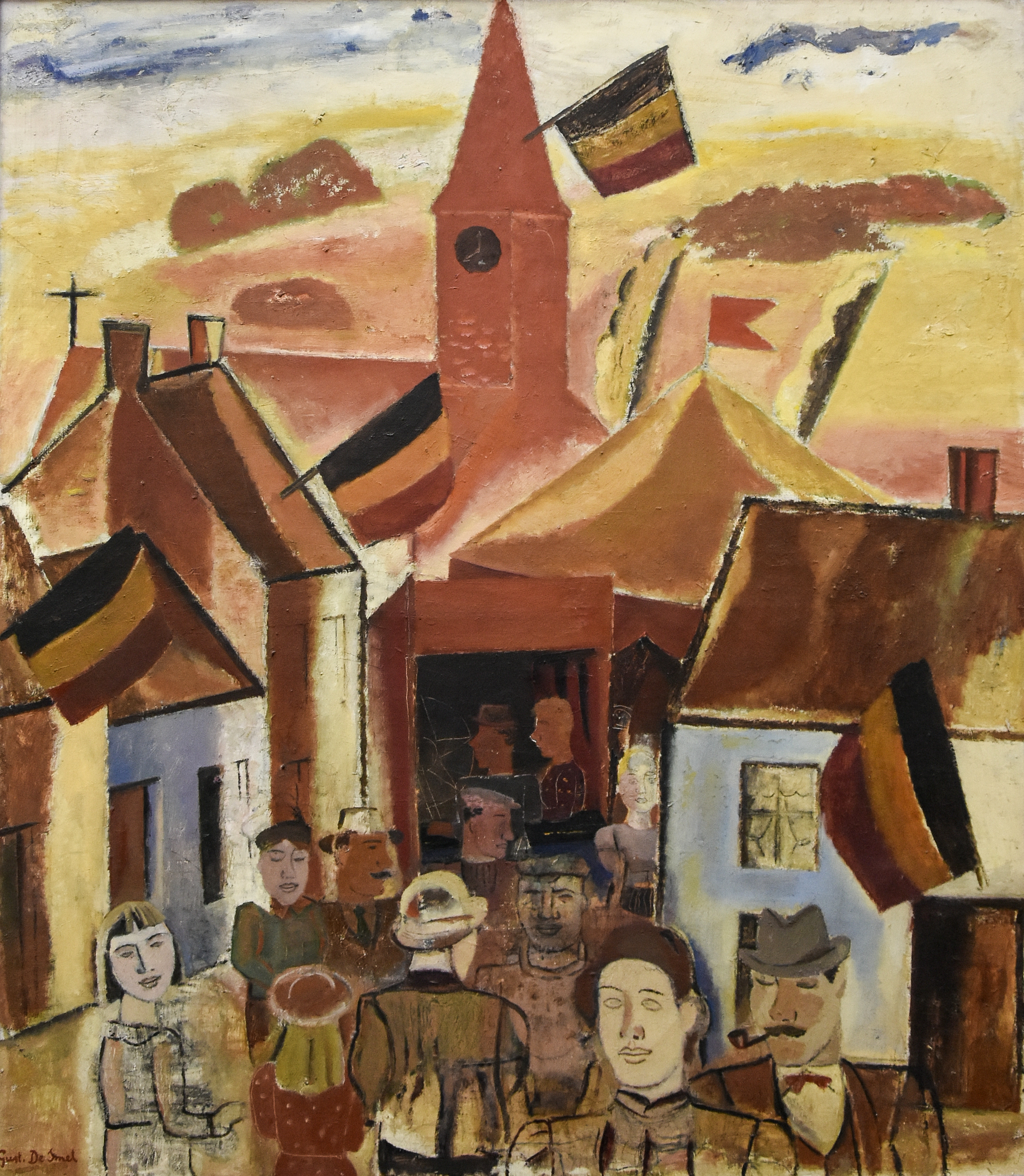
Dorpskermis, 1930, MSK, Gent

## Tentoonstellingen
- 1908, Antwerpen, Salle Forst
- 1927, Hamburg, Kunsthalle, Europäische Kunst der Gegenwart, Zentenaraustellung des Kunstvereins Hamburg (cat. 13 - 15)
- 2024, Woerden, Stadsmuseum, Leo Gestel Gustave De Smet